# Parabola del servo senza pietà

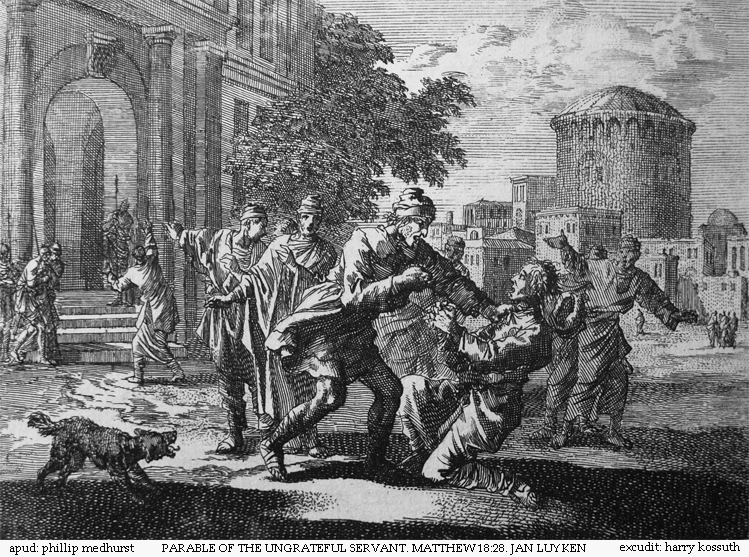
La parabola del servo ingrato, acquaforte di Jan Luyken

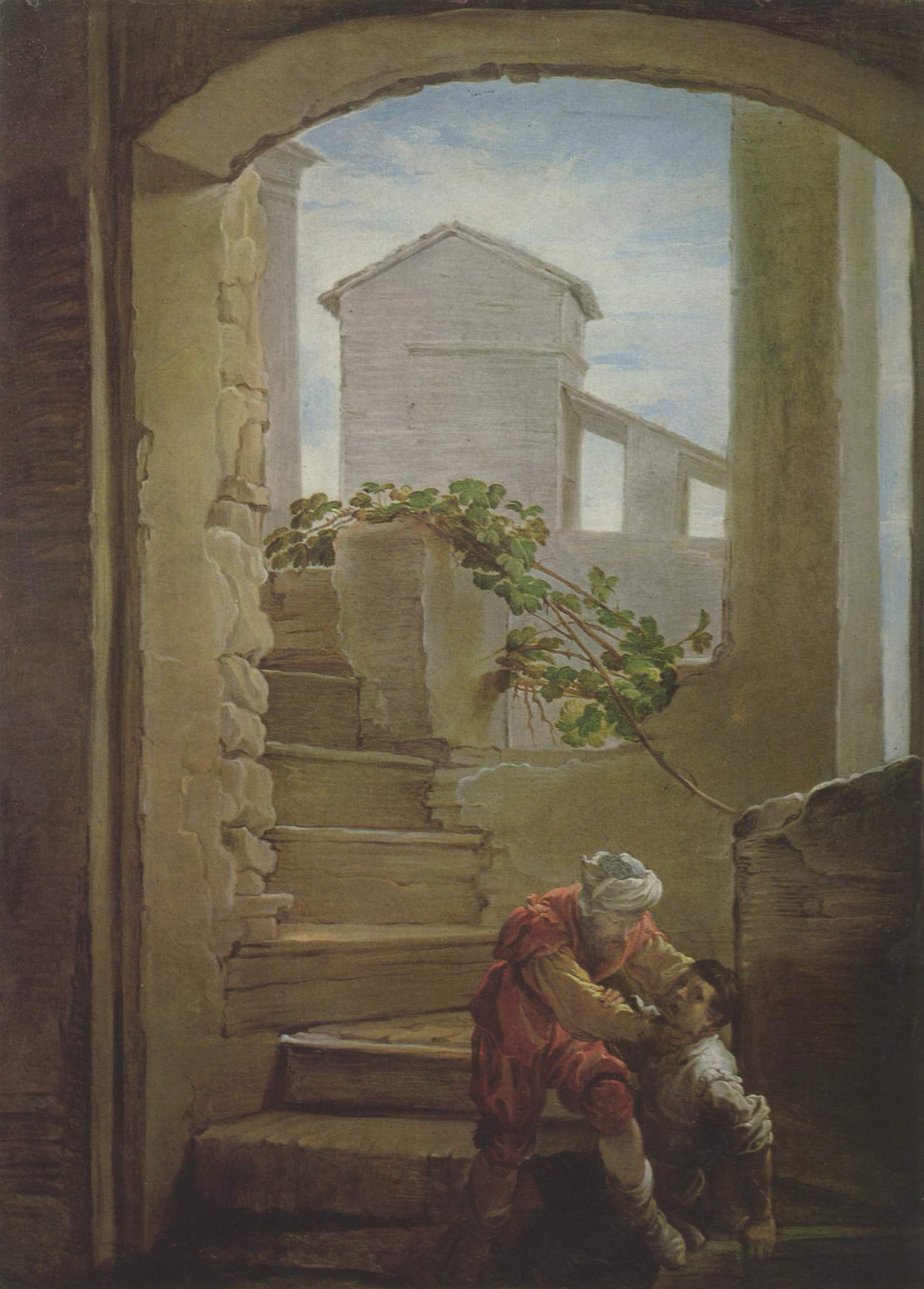
La parabola del servo malvagio, olio su tela, Domenico Fetti, 1620 circa

La parabola del servo senza pietà è una parabola di Gesù che si trova solamente nel Vangelo secondo Matteo 18,23-35.
È una parabola nella quale Gesù illustra le caratteristiche del Regno dei Cieli.

## Racconto della parabola
Gesù sta parlando del perdono. Pietro gli si avvicina e gli chiede se deve perdonare fino a sette volte il fratello che sbaglia nei suoi riguardi. A questa domanda Gesù risponde con la frase volutamente paradossale: 
e poi continua raccontando la parabola:
Appena uscito, quel servo trovò un altro servo come lui che gli doveva cento denari e, afferratolo, lo soffocava e diceva: Paga quel che devi! Il suo compagno, gettatosi a terra, lo supplicava dicendo: Abbi pazienza con me e ti rifonderò il debito. Ma egli non volle esaudirlo, andò e lo fece gettare in carcere, fino a che non avesse pagato il debito.

Visto quel che accadeva, gli altri servi furono addolorati e andarono a riferire al loro padrone tutto l'accaduto. Allora il padrone fece chiamare quell'uomo e gli disse: Servo malvagio, io ti ho condonato tutto il debito perché mi hai pregato. Non dovevi forse anche tu aver pietà del tuo compagno, così come io ho avuto pietà di te? E, sdegnato, il padrone lo diede in mano agli aguzzini, finché non gli avesse restituito tutto il dovuto.